# Powstanie w Welebicie
Powstanie w Welebicie, także Powstanie w Lice (chorw. Velebitski ustanak, Lički ustanak) – zbrojna akcja antypaństwowa przeprowadzona przez środowisko ustaszy we wrześniu 1932 roku na terenie Welebitu w Królestwie Jugosławii.

## Przebieg
Głównym organizatorem akcji był chorwacki faszysta Ante Pavelić. Welebit został wybrany ze względu na bliskość miasta Gospić, gdzie działała podziemna organizacja ustaszy, kierowana przez Andriję Artukovicia. Przygotowania rozpoczęły się na wiosnę 1932 roku. Werbowaniem bojowników na terenie Liki i Przymorza zajmował się ustasz Juraj Rukavina. Celem powstania było zdobycie koszar i magazynu wojskowego w Gospiciu. W sierpniu 1932 roku do Zadaru została dostarczona z Włoch broń dla powstańców.
Powstanie rozpoczęło się w nocy z 6 na 7 września 1932. Zaatakowany został posterunek żandarmerii w Brušane. Po krótkiej walce powstańcy wycofali się. W wyniku obławy przeprowadzonej na terenie Liki i Przymorza aresztowano wiele osób, w tym przypadkowych. W prasie włoskiej i węgierskiej akcję przedstawiono jako początek jugosłowiańskiej wojny domowej.
W 1933 roku sąd w Belgradzie skazał Rukavinę na karę śmierci, jednak wyrok zamieniono na dożywocie. Oprócz niego skazano jedenastu innych uczestników powstania. Większości uczestników udało się uniknąć odpowiedzialności karnej.